# Pycnophyllopsis keraiopetala
Pycnophyllopsis keraiopetala är en nejlikväxtart som beskrevs av Johannes Mattfeld. Pycnophyllopsis keraiopetala ingår i släktet Pycnophyllopsis och familjen nejlikväxter. Inga underarter finns listade i Catalogue of Life.